# Château de La Flotte
Pour les articles homonymes, voir Flotte (homonymie).
Le château de La Flotte est implanté sur le coteau nord de la vallée du Loir, sur la commune de Lavenay, au lieu-dit « Pont-de-Braye », près du confluent de la Braye et du Loir.

## Historique
Il a été reconstruit à la Renaissance par René du Bellay et fortement repris au XIXe siècle. Au Moyen Âge, il était le siège d’une seigneurie importante, son domaine comprenait Sougé et Couture-sur-Loir. 
Il a appartenu à la famille du Bellay de 1400 à 1650 et une des deux tours de la façade nord porte les armes de la famille alors que l'autre porte l'aigle à deux têtes des Rochebousseau[réf. souhaitée]. René du Bellay, gouverneur du Mans, en est le seigneur. Sa petite-fille, Marie de Hautefort, maîtresse de Louis XIII et amie du poète Scarron, y fut exilée. 
Il passe par la suite aux Le Coigneux. Gabrielle Elisabeth Le Coigneux, dame de la Rocheturpin et de la Flotte, épouse François Louis Marie de Fesques, marquis de La Rochebousseau, qui sera guillotiné en 1794. Leur fils en hérite. Il avait épousé en émigration Augustine de Grosberg-Bavière, issue d'un enfant naturel reconnu et légitimé du prince-évêque Joseph-Clément de Bavière. Leur fils, Fernand de Fesques, marquis de La Rochebousseau, gendre d'Édouard-Charles-Victurnien Colbert, fait remanier le château de la Flotte.
Il appartient actuellement au comte et comtesse Antoine Le Bègue de Germiny.